# 克勞奇梅薩 (新墨西哥州)
克勞奇梅薩（英語：Crouch Mesa）是位於美國新墨西哥州聖胡安縣的普查規定居民點。

## 人口
根據2020年美國人口普查的數據，克勞奇梅薩的面積為53.55平方千米，皆為陸地。當地共有人口5257人，而人口密度為每平方千米98.17人。